# ماهیچه خنده
ماهیچه خنده (انگلیسی: Risorius) یا عضله خندان، ماهیچهٔ نازک و پهنی است که در گوشه‌های دهان قرار دارد و گوشه لب را به عقب می‌کشد.
خاستگاه آن نیام روی ماهیچه جَوشی (masseter)، پیوندگاه آن، پوست گوشه دهان، عصب‌گیری‌اش از شاخه دهانی (buccal) و عصب چهره‌ای (facial) و کار آن کشیدن گوشه دهان به سمت جانبی است.

## نگارخانه

محل قرار گرفتن ریسوریوس (ماهیچه خنده).